# بخش فورگ
بخش فورگ، یکی از بخش‌های شهرستان داراب در استان فارس ایران است. مرکز این بخش، شهر دوبرجی است.

## تقسیمات کشوری
- بخش فورگ
  - دهستان فورگ
  - دهستان آبشور

شهرها: فدامی و دوبرجی

## جمعیت
بر پایه سرشماری عمومی نفوس و مسکن در سال ۱۳۹۵، جمعیت بخش فورگ برابر با ۲۲٬۱۳۸ نفر بوده است.
از مکان های تاریخی میتوان به قلعه فورگ اشاره 